# Holland antillákbeli forint
A forint (hollandul: gulden) a Holland Antillák hivatalos pénzneme volt annak felbomlásáig (2010). 2025-ig, az egykor a Holland Antillákhoz tartozó Curaçao és Sint Maarten használta. A másik három tag, Bonaire, Saba és Sint Eustatius 2011. január 1-jén áttért az amerikai dollár használatára. Curaçao és Sint Maarten területén a karibi forintra 2025-ben cserélték le. 100 centre oszlik.

## Érmék

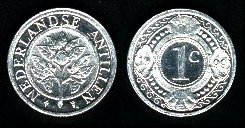
1 cent
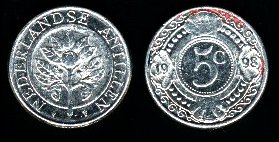
5 cent
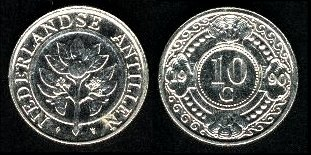
10 cent
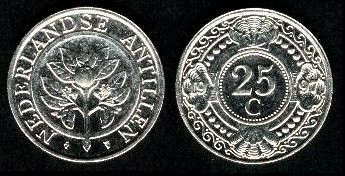
25 cent
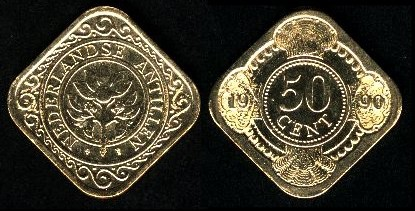
50 cent
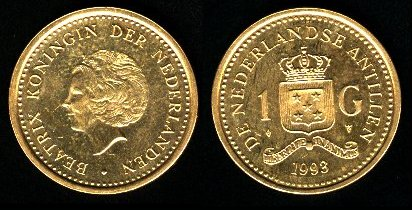
1 forint
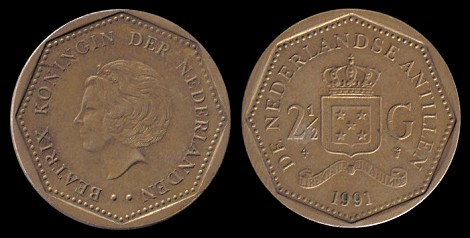
2 és fél forint
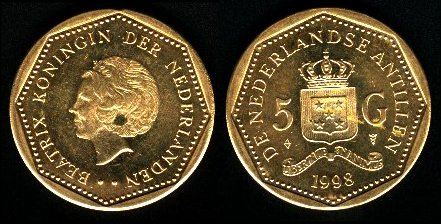
5 forint

| Névérték   | Műszaki paraméterek | Műszaki paraméterek |
| Névérték   | Átmérő              | Tömeg               |
| ---------- | ------------------- | ------------------- |
| 1 cent     | 14 mm               | 10,7 g              |
| 5 cent     | 16 mm               | 1,16 g              |
| 10 cent    | 18 mm               | 3 g                 |
| 25 cent    | 20,2 mm             | 3,5 g               |
| 50 cent    | 20 mm               | 5 g                 |
| 1 forint   | 24 mm               | 6 g                 |
| 2 ½ forint | 28 mm               | 9 g                 |
| 5 forint   | 26 mm               | 14 g                |

## Bankjegyek
Az 1998-ban kiadott bankjegysorozat tagjainak mérete egységesen 147 x 66 mm.
A 10 forintoson kolibri, a 25 forintoson karibi flamingó, az 50 forintoson veréb, a 100 forintoson sárgáscukormadár van.
A 250 forintos bankjegyet ritkán használták.
A bankjegyeket 2055. március 31-ig lehet lecserélni az új karibi forint bankjegyeire.

## Külső hivatkozások
- bankjegyek képei